# Névirapine
La névirapine (NVP) est un médicament antirétroviral utilisé pour le traitement   du virus de l’immunodéficience humain, il est toujours utilisé en association avec d’autres antiviraux. Ce médicament fait partie de la première génération des inhibiteurs non nucléosidique de la transcriptase inverse. Le nom commercial de ce médicament est Viramune. Il permet de diminuer la concentration des particules virales dans le sang spécifiquement pour le VIH de type 1. Ainsi, le produit permet de contrôler l’infection par le VIH-1. Il peut néanmoins causer de graves problèmes hépatiques et cutanés, ce qui n'en fait plus un médicament de première intention. Il y a aussi des possibilités de résistance connus pour ce médicament.

## Administration
Ce médicament ne peut pas être pris seul. Il doit obligatoirement être administré en combinaison avec au moins deux autres  médicaments antirétroviraux choisis par le médecin. La névirapine se retrouve sous forme d’un comprimé ovale et blanc. Il se retrouve aussi sous la forme de suspension buvable pour les personnes ayant des difficultés à avaler des comprimés, les enfants pesant moins de 50 kg ou ceux dont la surface corporelle est inférieure à 1,25 mètre carré.

## Composition
Tous les comprimés comprennent 200 mg de névirapine, correspondant au  constituant actif du médicament. Les constituants non médicinaux sont la silice colloïdale, le lactose, le stéarate de magnésium,  la  cellulose microcristalline, du  povidone et du  glycolate d’amidon de sodium.

## Structure
La formule chimique de la névirapine est  le  11-cyclopropyl-4-méthyl-5,11-dihydro-6H-dipyrido[3,2-b:2',3'-e][1,4]diazépin-6-one. Cette molécule est organisée de façon à former des  dimères centrosymétriques liés par deux  liaisons hydrogène équivalentes.  La structure tridimensionnelle de cette dernière est stabilisée par des liens faibles impliquant l’anneau  cyclopropyle hydrophile. Cet anneau est lié à trois molécules environnantes, dont les deux molécules latérales sont  hydrophobes.

## Mode d'action

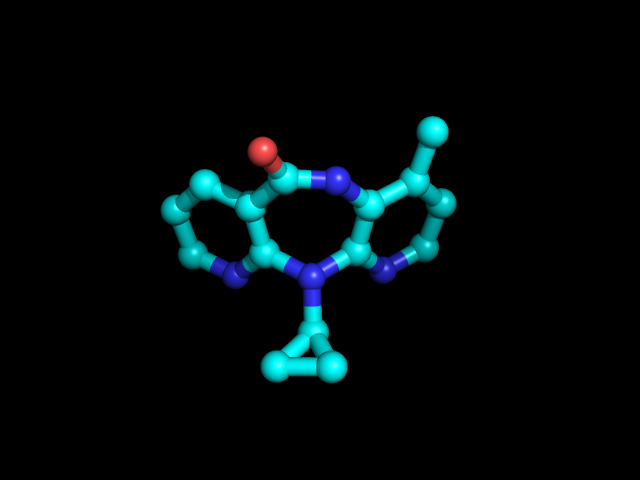
Structure en 3D de la névrapine

La névirapine est un  antirétroviral de la classe des  inhibiteurs non nucléosidique de la transcriptase inverse (INNTI).
La transcriptase inverse est une enzyme qui catalyse la transcription de l’ARN en ADN double brin chez les rétrovirus.
Ce médicament engendre des liaisons avec certains acides aminés de la transcriptase inverse, par exemple la tyrosine, la valine, le tryptophane, la lysine, la leucine et la proline.
Ces liaisons sont de natures  hydrophobes, spécifiques et très fortes.
Le site de liaison, sur le complexe ADN viral-Transcriptase inverse, se situe proche du site actif de la région catalytique de l’enzyme.
Ce médicament possède une cible  allostérique, c'est-à-dire qu’il se lie à un site différent du site de liaison des substrats de l’enzyme, qui dans ce cas-ci sont les nucléotides.
L’interaction entre le site de liaison des nucléotides de la  transcriptase inverse et le site de liaison de l’inhibiteur non-nucléosidique, soit de la névirapine sur l’enzyme, entraîne l’inhibition de la réaction chimique.
Ainsi, quand ce médicament se lie au site d’interaction, il y a un changement de  conformation de la  transcriptase inverse.
Ce processus fait de l’étape chimique de l’incorporation des nucléotides une étape limitante qui empêche l’élongation de la nouvelle molécule  l’ARN double brin.
Cette enzyme ne peut plus effectuer son action et devient du fait même inactive. De plus, ce médicament est spécifique à la transcriptase inverse du VIH de type 1.
Il ne peut donc pas empêcher l’activité de cette même enzyme dans le VIH-2 et n’interfère pas avec  les  ADN-polymérase eucaryote.

## Les effets indésirables
Plusieurs effets indésirables peuvent être constatés à la suite de la prise de ce médicament. Les 18 premières semaines doivent être l'occasion d'une surveillance étroite afin d'observer la survenue d'éventuels effets secondaires dermatologiques ou hépatiques . Les plus importants concernent les  problèmes hépatiques et les éruptions cutanées. Des  réactions allergiques ont aussi été remarquées sous forme de  choc anaphylactique ou  sous forme d’éruption cutanée potentiellement combinées à d’autres effets indésirables tels que la fièvre, l’inflammation des yeux, les  douleurs musculaires et articulaires, de l’essoufflement, etc. De plus, on peut retrouver des céphalées, de l’anémie, des  ictères, de la fatigue, de la diarrhée, des  nausées et de la granulocytopénie. Les  nausées sont constatées autant chez les enfants que les adultes. Par contre, les éruptions cutanées sont plus fréquentes chez l’adulte alors que la granulocyptopénie l’est pour l’enfant.
L'effet indésirable le plus fréquent est l'apparition dans 20 % des cas d'un exanthème. On peut aussi observer des syndromes DRESS  ou de Stevens-Johnson ou de Syndrome de Lyell parfois fatals (avec un sur-risque chez la femme dont le taux de CD4 est supérieur à 250/mm³ et chez l'homme dont le taux de CD4 est supérieur à 400/mm³ ), une érythrodermie bulleuse avec épidermolyse. Ces effets sont particulièrement observés durant les 6 premières semaines du traitement . 
Les  problèmes hépatiques observés peuvent être considérablement dangereux plus particulièrement lors de cas d’inflammation du foie, c'est-à-dire une hépatite qui peut être soudaine et intense (hépatite fulminante), une hépatite cholestatique et une nécrose hépatique. De plus, de l’insuffisance hépatique a été remarquée. Cette dernière peut se manifester sous forme isolée ou associée à des troubles  allergiques plus couramment à des éruptions cutanées. Les complications hépatiques surviennent habituellement dans les 18 premières semaines du traitement. On peut toutefois les retrouver à n’importe quel stade du traitement. Les symptômes typiques d’une  atteinte hépatique sont une perte d’appétit, des  nausées, des vomissements, un  ictère (coloration jaune de la peau et des yeux) et des douleurs abdominales.
Ce médicament n’est pas recommandé aux femmes qui allaitent de même que pour toutes personnes ayant des  allergies aux substances qui se retrouvent dans le comprimé.

## Résistance
Ce médicament peut rapidement devenir inefficace, puisque l’inhibition à long terme de la transcriptase inverse est limitée par un haut taux et par une très grande fréquence de  mutations dans la structure de l’enzyme.
Ainsi, ces  mutations provoquent la modification des  acides aminés pour lesquels le médicament avait de l’affinité. Cette modification provoque  une diminution de l’affinité entre le médicament et la transcriptase inverse.
Ces mutations peuvent également causer des résistances à d’autres  INNTI et ce, sans que le virus ne soit en présence du médicament.
Par contre, ce phénomène peut être renversé en administrant une grande dose d’inhibiteur de protéase ou d'inhibiteur nucléosidique de la transcriptase inverse dès le début du traitement et aussi d'INNTI afin de complètement empêcher la réplication virale.

## Utilisation
La  dose recommandée est de 200 mg par jour pendant les 14 premiers jours. Après les  premiers 14 jours, la posologie recommandée est de 200 mg deux fois par jour. Cette différenciation de dose est nécessaire pour minimiser l’apparition d’éruptions cutanées.
Il est fréquemment utilisé dans les pays pauvres, sous forme d'une dose unique, afin d'essayer de prévenir la contamination du nouveau-né par une mère séropositive, bien que cette stratégie ait de nombreux échecs du fait des résistances à la molécule.

## Divers
La névirapine fait partie de la liste des médicaments essentiels de l'Organisation mondiale de la santé (liste mise à jour en avril 2013).